# Jerzy Natkański
Jerzy Natkański (ur. 16 marca 1954 w Gdyni) – polski taternik, alpinista, himalaista, przewodnik turystyki górskiej PTTK, maratończyk i przedsiębiorca. Zdobywca dwóch ośmiotysięczników: Gaszerbrum II i Broad Peak. Wiceprezes Polskiego Związku Alpinizmu w latach 2001–2006, sekretarz generalny PZA w latach 2004–2005, dyrektor Fundacji Wspierania Alpinizmu Polskiego im. Jerzego Kukuczki od 2004 roku.

## Życiorys
Urodzony w 1954 w Gdyni. Absolwent II L.O. im. Bolesława Chrobrego w Sopocie. Studiował na SGGW, UW oraz na  AWF w Krakowie, którą ukończył z tytułem magistra turystyki w roku 1993. Działacz warszawskiego studenckiego środowiska turystycznego w latach 1976–1992.
Przejście grani Tatr Wysokich latem 1987 roku z Dariuszem Załuskim.
Najważniejsze osiągnięcia górskie:
- 1987 – przejście granią Tatr Wysokich w Dariuszem Załuskim
- 1990 – Aconcagua (6960 m), najwyższy szczyt Ameryki Południowej, wejście
- 1991 – wspinaczka w rejonie szczytu Trivor, Karakorum, do 7500 m.
- 1993 – Borondo Sar (6800 m) w Karakorum z Dariuszem Załuskim, pierwsze wejście[4] uhonorowane wyróżnieniem na festiwalu Spotkania z Filmem Górskim[5]
- 1995 – Kilimandżaro (5985 m), najwyższy szczyt Afryki, wejście
- 1996 – udział w letniej wyprawie na Nanga Parbat (8125 m)
- 1997 – Mount McKinley (6194 m), najwyższy szczyt Ameryki Północnej, wejście
- 1997 – Gaszerbrum II (8035 m), Karakorum, wejście[2]
- 1997/1998 – udział w zimowej wyprawie na Nanga Parbat (8125 m), kier. Andrzej Zawada[2]
- 2000/2001 – udział w zimowej wyprawie na Makalu (8481 m), kier. Krzysztof Wielicki[2]
- 2002 – Himalaje Nepalu – wejście na Island Peak (6125 m)
- 2002/2003 – udział w zimowej wyprawie Netia K2[6] (8611 m), kier. Krzysztof Wielicki
- 2006 – udział w wiosennej wyprawie na Makalu (8463 m)[7]
- 2007 – Broad Peak (8047 m), Karakorum, wejście[8]
- 2008 – udział w wiosennej wyprawie na Dhaulagiri (8167 m)[9]
- 2010 – udział w wiosennej wyprawie unifikacyjnej programu Polski Himalaizm Zimowy PZA na Nanga Parbat (8125 m)
- 2016 – letnia wyprawa na K2 /kierownik/[10]
- 2017 – letnia wyprawa na K2 /kierownik/[11]
- 2019 – letnia wyprawa na Gaszerbrum VI /kierownik/[12]
- 2019 - wejście na Island Peak (6125 m)[13]
- 2020 – zimowa wyprawa na Mitre Peak(inne języki) /kierownik/[14]
- 2021 – zimowa wyprawa na Laila Peak /kierownik/[15]

## Zdobyte ośmiotysięczniki
- Gashebrum II – 1997 r. z Dariuszem Załuskim
- Broad Peak – 2007 r. z Olafem Jarzemskim.

## Inna działalność górska i sportowa
Uprawiał żeglarstwo morskie, jeździectwo, strzelectwo sportowe, turystykę, długodystansowe biegi górskie.
Sześciokrotny ukończenie Swiss Alpine Davos (78 km, 2300 m przewyższenia) w latach 2001–2006 (najlepszy wynik 8:49:40, 2005 r.)
Pięciokrotnie Bieg Rzeźnika w Bieszczadach (77 km), najlepszy wynik 11:36 w 2004 r. z Piotrem Morawskim
Kilkadziesiąt razy ukończył maraton, rekord życiowy 3:11:00 (2000, Rhein-Ruhr Marathon, Duisburg).